# Christmas, with Love
Christmas, with Love  è il quarto album in studio della cantautrice inglese Leona Lewis. L'album è stato pubblicato il 29 novembre 2013 dalle etichette discografiche RCA Records e Syco, esclusivamente in Germania ed in Svizzera. È stato, successivamente, pubblicato nel resto del mondo.
One More Sleep è stato pubblicato il 5 novembre 2013 come singolo apripista dall'album.

## Prima della pubblicazione
Nel febbraio 2013, un rappresentante della Syco, etichetta discografica della Lewis, ha annunciato che la cantante stava per iniziare a scrivere e registrare materiale per il suo quarto album in studio, che sarebbe stato pubblicato alla fine del 2013. La notizia è stata resa nota dopo che la Lewis ha comunicato di aver preso strade diverse da Modest! Management, il team di gestione che l'aveva seguita sin da quando aveva vinto la terza edizione di The X Factor nel 2006. Vari media hanno ipotizzato che la rottura fosse dovuta alle scarse vendite del terzo album dell'artista, Glassheart, che è stato messo in commercio nel novembre 2012. È, infatti, diventato il suo primo album a non debuttare al primo posto e a non ottenere la certificazione di platino nel Regno Unito. È stato, inoltre, riportato che il secondo singolo dall'album, Lovebird, aveva venduto meno di 600 copie, il che significa che non è riuscito a raggiungere nemmeno le prime duecento posizione della Official Singles Chart; questo è stato un altro fattore che ha contribuito alla rottura.
Nel giugno 2013, sono sorte ipotesi riguardo al fatto che il quarto album in studio della cantante sarebbe stato natalizio, dopo che il duo di produttori musicali MagicIT ha twittato che stava registrando canzoni natalizie con la Lewis. Il mese successivo, Lewis ha confermato che era occupata nel processo di registrazione di un disco di Natale. Ha, inoltre, rivelato che è stato registrato su consiglio del capo della Syco, Simon Cowell.

## Pubblicazione e promozione
Christmas, with Love è stato pubblicato il 29 novembre 2013 in Germania ed in Svizzera. È stato, inoltre, pubblicato il 2 dicembre 2013 nel Regno Unito e il giorno seguente in Canada, Italia e Stati Uniti. Negli Stati Uniti, Leona Lewis ha autografato una quantità limitata di cover di Christmas, with Love che sono state messe a disposizione per le persone che hanno pre-ordinato una copia su Walmart online. Per tutto il mese di novembre, Leona Lewis ha intrapreso un tour promozionale nel Regno Unito e ha rilasciato interviste riguardo all'album con diverse stazioni radio, riviste e giornali, tra cui Daily Mirror.

## Tracce
1. One More Sleep – 3:59 (testo: Leona Lewis, Richard Stannard, Iain James, Jez Ashurst, Bradford Ellis)
2. Winter Wonderland – 2:24 (testo: Richard B. Smith)
3. White Christmas – 3:09 (Irving Berlin)
4. Your Hallelujah – 4:14 (Leona Lewis, Jon Levine, Autumn Rowe, Lauren Christy)
5. Christmas (Baby Please Come Home) – 2:37 (testo: Jeff Barry, Ellie Greenwich, Phil Spector)
6. Mr Right – 3:14 (testo: Leona Lewis, Richard "Biff" Stannard, Camille Purcell, Jez Ashurst, Ash Howes)
7. O Holy Night – 2:53 (testo: Adolphe Adam)
8. I Wish It Could Be Christmas Everyday – 3:51 (testo: Roy Wood)
9. Ave Maria – 4:00 (testo: Franz Schubert)
10. Silent Night – 2:19 (testo: Joseph Mohr)

Durata totale: 32:40

## Classifiche
Nel Regno Unito, Christmas, with Love ha debuttato alla 25ª posizione con 17 900 copie vendute ed è poi salito alla tredicesima la settimana seguente (34 700 copie, +94%).
| Classifica (2013-21) | Posizione massima |
| -------------------- | ----------------- |
| Irlanda              | 36                |
| Paesi Bassi          | 23                |
| Regno Unito          | 13                |
| Stati Uniti          | 113               |
| Svizzera             | 42                |

## Pubblicazione
| Stato       | Data             | Formato               | Etichetta Discografica   |
| ----------- | ---------------- | --------------------- | ------------------------ |
| Germania    | 29 novembre 2013 | CD, Download digitale | Sony Music Entertainment |
| Svizzera    | 29 novembre 2013 | CD, Download digitale | Sony Music Entertainment |
| Regno Unito | 2 dicembre 2013  | CD, Download digitale | Syco                     |
| Canada      | 3 dicembre 2013  | CD, Download digitale | RCA Records              |
| Italia      | 3 dicembre 2013  | CD, Download digitale | Sony Music Entertainment |
| Stati Uniti | 3 dicembre 2013  | CD, Download digitale | RCA Records              |